# Котюков, Лев Константинович
Лев Константинович Котюков (9 января 1947, Орёл, РСФСР — 2 сентября 2022) — Советский и российский поэт, эссеист, критик, автор более 40 книг поэзии и прозы. Заслуженный работник культуры Российской Федерации (2006).

## Биография
В 1965 году Лев Котюков поступил в Литературный институт им. А. М. Горького, где учился с Николаем Рубцовым, Анатолием Передреевым, Юрием Кузнецовым, Юрием Гусинским, оказавшими на него, в силу своего старшего возраста, серьезное влияние. Во время учёбы работает со студенческими отрядами в Сибири, публикуется в «Правде», «Комсомольской правде», альманахе «Поэзия», областных газетах Орловской области и др. Оглядываясь на институтские годы, Лев Котюков с благодарностью вспоминает преподавателей — и, в первую очередь, руководителя своего творческого семинара Сергея Сергеевича Наровчатова.
В 1970 г. после окончания института, Лев Котюков возвращается на малую родину и начинает карьеру литератора. Работает литературным сотрудником, заведующим отделом областной газеты «Орловский комсомолец». За творчество и общественную деятельность награждён Почётным знаком ЦК ВЛКСМ.
Но нежелание угождать власть предержащим и глубокий внутренний разлад, а также весьма вольный образ жизни делают его персоной «нон грата» в Союзе писателей и местных редакциях. Его рукописи возвращаются с жесткими издательскими приговорами: «Идеализм. Богоискательство. Мировоззренческая неразбериха», «слабые стихи», «графомания». По мере ослабления цензуры у него начинают активно выходить книги, изданные за свой счёт. В 1982 г. по рекомендации известного писателя и общественного деятеля С. С. Наровчатова принят в Союз писателей СССР. В 1986 году переезжает в Подмосковье, до 2012 года проживал в городе Пушкино, ныне — в городке писателей «Переделкино».
В 1990 году Котюкову присуждают годовые премии такие полярные издания, как журнал «Молодая гвардия» и «Литературная газета». Заметным явлением в поэзии в те годы стали его книги «В одинокой толпе» и «В змеиных зеркалах». В соавторстве со своим другом детским писателем Сергеем Ивановым написал остросюжетный роман «Смерть двойника».
В 1990-е годы работал Главным редактором издательства «Ниппур».
С 1997 г. по настоящее время — Главный редактор журнала «Поэзия».
В 1999 году избран Председателем правления Московской областной организации Союза писателей России (МОО СП России), которую возглавляет по настоящее время (дважды переизбран на эту должность на отчётно-выборных собраниях МОО СП России в апреле 2004 и ноябре 2009 года.
Лев Котюков отмечен за труды и литературные книги Московской Патриархией и Патриархом Всея Руси Алексием Вторым. Он — лауреат Международной премии имени Святых равноапостольных Кирилла и Мефодия (1997), лауреат государственной премии I степени Центрального Федерального округа Российской Федерации (2006), Большой Литературной премии АЛРОСА — Союза писателей России и Акционерной компании «Алмазы России-Саха» (2012), премии им. Г. Р. Державина Республики Татарстан (2011), Московской областной губернаторской премии им. Р.Рождественского (2011), Всероссийских премий имени А. А. Фета (1996), А. Т. Твардовского (2000), М. Ю. Лермонтова (2003), Ф. И. Тютчева (2003), а также лауреат ещё более тридцати международных, Всероссийских и региональных литературных премий.
Лев Котюков — Председатель правления Московской областной писательской организации, секретарь правления Союза писателей России, член Исполкома Международного сообщества писательских Союзов, член Бюро Президиума Международного литературного фонда, главный редактор журнала «Поэзия», Председатель Правления «Творческого объединения литераторов газовой промышленности» при ОАО «Газпром», ректор Высших литературных курсов им. И. А. Бунина и др.
Награждён многими государственными и общественными наградами. Творчество Льва Котюкова известно за пределами России, его произведения переведены на английский, немецкий, испанский, польский, китайский, непальский и другие языки. За вклад в мировую культуру Лев Котюков награждён орденом ЮНЕСКО «Крылатый лев».